# Estofat (art)

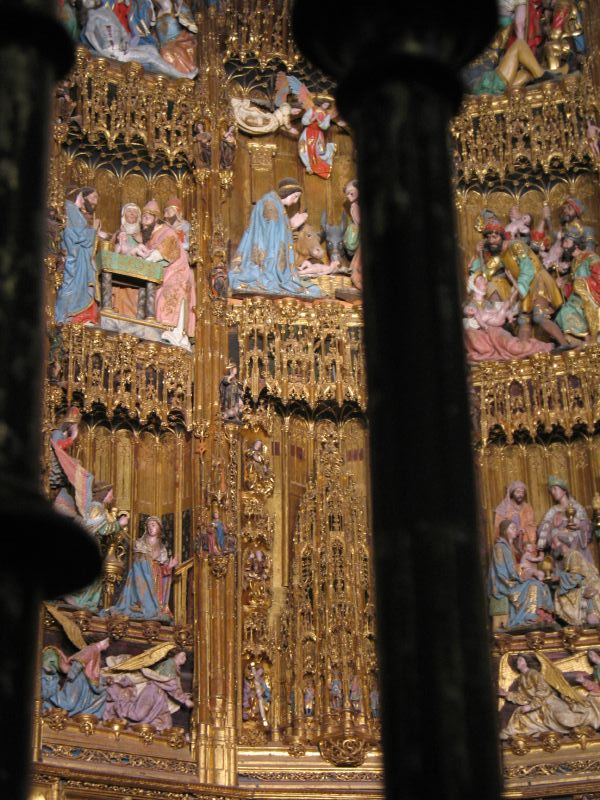
Detall del Retaule Major de la Catedral de Toledo on es va aplicar, entre d'altres, la tècnica del estofat.

L'estofat és una tècnica de la imatgeria en fusta policromada que té els seus orígens en l'art gòtic. Va ser adoptat per l'art barroc espanyol i per aquesta via es va traspassar a l'art colonial americà. L'escultura barroca va ser una gran portadora d'aquesta tècnica. Destaca l'ús que fa d'ella l'Escola Andalusa. És molt comú utilitzar-la per marcar els plecs de les vestidures de les imatges.
A mesura que es desenvolupava la imatgeria espanyola del Segle d'Or, s'anava abandonant d'una manera progressiva el procediment de l'estofat sobre or, ja que s'obtenien valors i tons més naturalistes, en aplicar directament l'oli als colors de les teles.
L'origen del nom es creu que es troba en la paraula italiana "Stoff", el significat és tela rica. El material principal és el pa d'or (també pa de plata o de coure), unes làmines que imprimeixen aquesta tonalitat sobre les superfícies en les quals es desitja aplicar. Després amb diferents pigments es cobreixen aquestes làmines i finalment mitjançant el raspat d'aquestes últimes capes es fan dibuixos, de manera que quedi descobert l'or subjacent.